# LSD (singolo)
LSD (reso graficamente come L$D e conosciuto anche come L$D (LOVE x $EX x DREAMS)) è un singolo del rapper statunitense ASAP Rocky, pubblicato il 21 maggio 2015 come terzo estratto dal secondo album in studio At. Long. Last. ASAP.

## Tracce
Testi di Rakim Mayers, musiche di Héctor el Father, Jim Jonsin e Finatik N Zac.
1. L$D – 3:58

## Classifiche
| Classifica (2015) | Posizione massima |
| ----------------- | ----------------- |
| Australia         | 83                |
| Canada            | 79                |
| Stati Uniti       | 62                |

## Curiosità
L'estetica e l'ambientazione del video musicale sono un omaggio al film del 2009 Enter the Void, diretto da Gaspar Noé e incentrato anch'esso, come la canzone, sul tema delle droghe enteogene, in particolare sugli acidi come l'LSD.